# 美祢西インターチェンジ
美祢西インターチェンジ（みねにしインターチェンジ）は、山口県美祢市西厚保町の中国自動車道のインターチェンジ（開発インターチェンジ）である。

## 概要
かつて存在したMINEサーキット（現・マツダ美祢自動車試験場）の最寄りICである。中国自動車道開通時にはこのICはなく、開通当時あった厚保本郷バスストップ（あつほんごうバスストップ）の施設を一部利用して1997年（平成9年）のフォーミュラ・ニッポン第7戦決勝前日の9月13日に設置された。周囲に建設された工業団地へのアクセス改善のために山口県と周辺自治体が出資した第三セクターの「美祢南部開発」（2004年（平成16年）自己破産により解散）によって建設された開発インターチェンジの一つである。
元々のバス停のオフランプが盛土上の本線から外れて地上に降りる構造となっていたのを生かし、コスト縮減のためにT型のインターチェンジとしており、下り線（下関方面）のオフランプとオンランプが平面交差する構造となっている。オンランプが交差部の手前で一旦停止する必要がある（オフランプに一旦停止はない）が、信号機等は設けられていない。
中国自動車道における山陽小野田市厚狭地区への最寄りICでもある。
2025年（令和7年）2月20日より料金所がETC専用になっている。

## 道路
- E2A 中国自動車道（35-1番）

## 接続する道路
- 山口県道33号下関美祢線
- 山口県道232号奥万倉山陽線（山口県道33号下関美祢線と重複）

## 美祢西バスストップ
IC設置前の厚保本郷BSの代替施設として、料金所外にバス停留所が設けられている。
停留所設備は高速道路外に設けられており、停車するバスはいったん料金所を出て客扱いを行う形になる。
2014年9月30日にそれまで唯一停車していた下関 - 山口線（サンデン交通）が廃止になり、以降はこのバス停に停車するバスは存在しない。

### バス停へのアクセス
- サンデン交通 厚保本郷バス停（山口県道33号下関美祢線）

## 周辺
- 秋吉台
- 秋芳洞
- 厚保駅
- 美祢市立厚保小学校
- MINEサーキット（現・マツダ美祢自動車試験場）

## 料金所
- レーン数：4

### 入口
- レーン数：2
  - ETC専用：1
  - サポート：1

### 出口
- レーン数：2
  - ETC専用：1
  - サポート：1

## 隣
E2A 中国自動車道
(35)美祢IC/BS - (PA)伊佐PA - (35-1)美祢西IC/BS - (35-2)下関JCT/長門吉田BS - (BS)小月BS - (36)小月IC